# Condado de Keokuk
El condado de Keokuk (en inglés, Keokuk County) es un condado del estado de Iowa, Estados Unidos. Tiene una población estimada, a mediados de 2021, de 9914 habitantes.
La sede del condado es Sigourney.

## Geografía
Según la Oficina del Censo, el condado tiene un área total de 1502 km², de la cual 1500 km² son tierra y 2 km² son agua.

### Condados adyacentes
- Condado de Poweshiek − noroeste
- Condado de Iowa − norte
- Condado de Washington − este
- Condado de Jefferson − sureste
- Condado de Wapello − suroeste
- Condado de Mahaska − oeste

## Demografía

### Censo de 2020
Según el censo de 2020, en ese momento el condado tenía una población de 10 033 habitantes. La densidad de población era de 6.7 hab./km². El 95.2% de los habitantes eran blancos, el 0.5% eran afroamericanos, el 0.1% eran amerindios, el 0.2% eran asiáticos, el 0.8% eran de otras razas y el 3.2% eran de una mezcla de razas. Del total de la población, el 2.1% eran hispanos o latinos de cualquier raza.

### Censo de 2000
En el 2000, los ingresos promedio de los hogares del condado eran de $34 025 y los ingresos promedio de las familias eran de $41 818. Los ingresos per cápita eran de $17 120. Los hombres tenían ingresos per cápita  por $28 306 frente a los $22 083 que percibían las mujeres. Alrededor del 10.10% de la población estaba bajo el umbral de pobreza nacional.

### Evolución demográfica
| 1900   | 1910   | 1920   | 1930   | 1940   | 1950   | 1960   | 1970   | 1980   | 1990   | 2000   | 2021 |
| ------ | ------ | ------ | ------ | ------ | ------ | ------ | ------ | ------ | ------ | ------ | ---- |
| 24 979 | 21 160 | 20 983 | 19 148 | 18 406 | 16 797 | 15 492 | 13 943 | 12 921 | 11 624 | 11 400 | 9914 |

## Ciudades
- Delta
- Gibson
- Harper
- Hayesville
- Hedrick
- Keota
- Keswick
- Kinross
- Martinsburg
- Ollie
- Richland
- Sigourney
- South English
- Thornburg
- Webster
- What Cheer

### Principales carreteras
- Carretera de Iowa 1
- Carretera de Iowa 21
- Carretera de Iowa 22
- Carretera de Iowa 78
- Carretera de Iowa 92
- Carretera de Iowa 149